# Dimidamus dimidiatus
Dimidamus dimidiatus är en spindelart som först beskrevs av Simon 1897.  Dimidamus dimidiatus ingår i släktet Dimidamus och familjen Nicodamidae. Inga underarter finns listade i Catalogue of Life.